# Тетакаев, Эльдар Уллубиевич
Эльдар Уллубиевич Тетакаев (16 сентября 1995) — российский тхэквондист, призёр чемпионата России.

## Биография
В начале февраля 2012 года в Таганроге победил на первенстве России по тхэквондо среди юниоров. В начале апреля 2012 года на чемпионате мира среди юниоров в египетском Шарм-эш-Шейхе дошёл до стадии 1/4 финала. В середине ноября 2013 года на чемпионате России в Красноармейске стал бронзовым призёром.

## Достижения
- Чемпионат России по тхэквондо среди юниоров 2012 — ;
- Чемпионат России по тхэквондо 2013 — ;